# Milliomos
A milliomos eredeti értelemben olyan személyt jelöl, akinek egy- vagy több millió pénzegység értékű vagyona van.
Akire azt mondják, hogy milliomos, az dúsgazdagnak, vagyonosnak, kimondottan jómódúnak számít, magas életszínvonalon él. A milliomosok általában hagyományos munkát nem végeznek, befektetésekből, hozamokból,  top menedzseri fizetésekből, sztár gázsikból, vagy örökség útján szerzett vagyonukból élnek. A magas életszínvonal fenntartásának költségei is kimagaslóak, amelyek többszörösen meghaladják egy adott ország átlagfizetési összegét. Az átlaghoz képest magasabb, illetve kimagasló havi kereseti, jövedelmi kategória önmagában nem eredményezi, hogy rövid idő alatt milliomossá váljon valaki, hacsak nem olyan - például egyes sportolóknál szokásos - szerződéssel rendelkeznek, amely alapján akár egy éven belül is sokmillios jövedelemre tehetnek szert.  
Az egyén vagyonát nettó értéken veszik számításba, vagyis a hitelek és kötelezettségek levonása után megmaradó értéket mutatják ki. A vagyonba beleszámít a pénzügyi vagyon (készpénz, bankszámlán lévő megtakarítás, értékpapírok, egyéb pénzügyi befektetések), és a további vagyonelemek (ingatlan, ingóságok, ékszerek, műtárgyak, stb). Egyes számítási módoknál a személy és családja által lakott elsődleges ingatlant nem veszik bele a vagyon számításba. A pénzügyi vagyon tekintetében a gyorsan elérhető, likvid eszközök számításba vétele a legelterjedtebb. 

## A milliomos szó eredete
A "milliomos" szót először Steven Fentiman használta 1719-ben (millionnaire, dupla "n") franciául, illetve Lord Byron angolul (millionaire, francia kifejezésként) először egy 1816-os levelében jegyezte le. Az angolosított millionary szót Thomas Jefferson 1786-ban használta, amikor azt írta: "A legszegényebb munkás egyenrangú a leggazdagabb milliomossal."
A milliomos angol megfelelője a "millionaire ", németül "Millionär", franciául "millionnaire", spanyolul "millonario", hollandul a "miljonair" kifejezés használatos.

## A vagyon eredete
Legális útonː
- Vállalkozók, családi tulajdonban lévő cégek és az üzleti szféra vezetői
- Magasan képzett fizetett munkavállalók, top menedzserek, vállalatvezetők. Magyarországon a legjobban kereső vállalatvezetők havi fizetése eléri a 40 millió forintot.[2]
- sportolók, színészek, énekesek, modellek
- Feltalálók
- Magas szintű politikusok, állami vezetők
- Spekulánsok, tőzsdei tevékenységet végző befektetők
- Lottó nyertesek. 2024-ben az ötöslottó rekordnyereménye 6 613 905 020 Ft volt.[3]
- A milliomosok mintegy 18% -a örökli vagyonát

Illegálisanː
- Bűnözés útján (ember-, kábítószer-, fegyverkereskedelem, pénzmosás  stb.)
- Csalások (illegális kölcsönök és fogadások, hamis papírok, hamis pénz, zsarolás stb.)
- Korrupció (összejátszás a kormánnyal, indokolatlan monopóliumok, túlárazott szerződések, előnyös kiváltságok,  közbeszerzések megszerzése, oligarchák, stb.)

## A pénz és a vagyon értékének időbeli változásai
Az eredeti szóhasználat során az alábbiakra figyelemmel kell lennie. Egyrészt nem mindegy, hogy forintban van kifejezve a vagyon, vagy például a világon általában elterjedt amerikai dollárban. (2024. év végén 1 millió dollár közel 400 millió forinttal volt egyenértékű). Azt is figyelembe kell venni, hogy az adott személy a világ mely részén, melyik városban él, tekintettel arra, hogy az árszínvonal, megélhetési költségek, bérszínvonal nagymértékben eltér a különböző régiók között, amely a pénzösszeg vásárlóértékére hatással van. Másrészt a korábbi évtizedekhez képest minden deviza, így a dollár (USD) is jelentősen veszített az értékéből az infláció következtében.
- 1900-ban 1 millió dollár 2024. évi értéken számolva 37,323,268,
- 1940-ben 1 millió dollár 2024. évi értéken számolva 22,393,961,
- 1950-ben 1 millió dollár 2024. évi értéken számolva 13,008,940,
- 1980-ban 1 millió dollár 2024. évi értéken számolva 3,804,799
- 1990. évi 1 millió dollár 2024. évi értéken számolva 2,398,741 dollárral egyenértékű

A magyar forint esetében még szembetűnőbb az értékvesztés
- 1973-ban 1 millió forint 2024. évi értéken számolva 81,886,936,
- 1990. évi 1 millió forint 2024. évi értéken számolva 20,507,552 forinttal egyenértékű[5]

A különböző pénzegységek és inflációs ráták számításain túl az arany, mint történelemből ismert befektetési forma értékének figyelembe vétele mellett is meghatározható, hogy akinek 1 millió dollár értékű vagyona volt a múltban, az mennyit ér jelenleg. 1 millió dollárért 1950. évben 28800, 1980-ban 1628, 1990-ben 2610, 2024-ben 419 mennyiségű (uncia) aranyat lehetett venni. Tehát ha 2024-ben annyi aranyat kíván valaki milliomosként birtokolni, mint 1950-ben, akkor 68 millió dollárra van szüksége. 
A magyar forint bevezetésekor, 1946-ban 1 uncia arany ára 374,5 forint volt. 2024-ben az ár hozzávetőleg 1 millió forint, így aki 1946-ban 1 millió forint értékben birtokolt aranykészletet, annak ugyanekkora mennyiséghez 2024-ben 2,6 milliárd forintra volt szüksége. 
A fentiekből adódik, hogy akinek jelenleg 1 millió forint megtakarítása van, vagy ekkora értékű vagyonnal rendelkezik, az mára nem tekinthető milliomosnak. Jól szemlélteti mindezt, hogy 2024-ben Budapesten egy átlagos panellakás ára 41 millió forintot tett ki, ebből adódóan még a több tízmillió forint vagyonnal rendelkezők sem tartoznak a milliomos kategóriába, de még gazdagnak sem mondható. Arra vonatkozóan nincs konkrétan elfogadott és számszerűen meghatározott küszöbérték, hogy mekkora vagyontól számít valaki milliomosnak, de ehhez Magyarország viszonylatában is minimum több száz millió forint szükséges. Magyar forintban számolva mára inkább a milliárdos vagyonnal rendelkezők tekinthetőek a klasszikus értelemben vett millomosnak.  
Az euróban, dollárban, svájci frankban vagy angol fontban  kifejezett 1 millió értékű meghaladó vagyon esetében még helye lehet az adott kategóriába sorolásnak.  
Az Egyesült Államokban a többek közt banki és befektetési szolgáltatásokkal, vagyonkezeléssel foglalkozó Charles Schwab Corporation egy reprezentatív felméréssel kikutatta, az amerikaiak honnan számítják a gazdagságot. Az eredmény szerint 2,2 millió dollár (2024-es árfolyamán átszámítva 860 millió forint) az alsó határ, innentől fölfelé már kimondottan tehetősnek számítanak az emberek. A gazdag azonban még nem azonos a milliomossal.  Egy 2022. évi felmérés adatai alapján az Egyesült Államokban a minimum 1 millió dollár vagyonnal rendelkező háztartások aránya az egyes etikai csoportokban a következőképpen alakult: fehérek esetén 20%, a fekete háztartások 4%-a, míg az ázsiai származásúak 29,3 %-a rendelkezett ekkora vagyonnak. 

## A Bloomberg-féle kategorizálás
A Bloomberg összerakott egy új mértékegységet, ami szórakoztató módon sorolja a világot vagyoni osztályokba. A manapság használt milliomos és milliárdos kifejezések elavultak: a -2 és 11 közötti skála izgalmasabban definiálja az emberek vagyoni helyzetét, ami viszont még fontosabb, megmutatja, hogy mennyire is nagy szakadék tátong a szegények és az ultragazdagok között. Amikor valakire azt mondjuk, hogy milliomos, az soknak tűnik, de milliomos és milliomos között is nagy különbségek vannak. Sőt, milliárdos és milliárdos között végképp kiugróak a különbségek, főleg dollárban értve. A Bloomberg új mértékegysége technikailag a 10 hatványait használja arra, hogy definiálja a vagyonosztályokat, dollárban kifejezve. Ez alapján az egyes szint {\displaystyle 10^{1}=10} dollár vagyont jelképez. Így válik értelmezhetővé az, hogy valaki vagyonérték szintjén -2-es szinten van: {\displaystyle 10^{-2}=0,01} dollár vagyonnal, ami leginkább az extrém szegénységben élőket jellemzi. A milliomos 6-os szintet ér el egy ilyen skálán, egy milliárdos pedig 9-est.
A Forbes által közzétett adatok alapján Elon Musk becsült nettó vagyona 2024. év végére elérte a 428 milliárd dollárt. Ezen összegből 428000 dollármilliomos jönne ki.
A Forbes becslése szerint a három leggazdagabb magyar összvagyona 2024-ben 2378 milliárd forintot tett ki. Ezen összegből 6000 dollármilliomos jönne ki.

## A milliomosok kategóriái
Az "egyszerű" milliomosok, akik 1 és 5 millió dollár közötti vagyonnal rendelkeznek.
A "nagyon gazdagok", akiknek 5 és 20 millió dollár közötti vagyonuk van.
A "szupergazdagok", akik 20 és 30 millió dollár közötti vagyonnal rendelkeznek, de az ultragazdagokkal megegyező kategóriára is használatos.

### Multimilliomos
Többszörös milliomos
Az angol nyelvterületen elterjedt „High-net-worth individuals” meghatározás: jelentős nettó vagyonnal rendelkező személyek, vagyis olyanok, akiknek a pénzügyi eszközeik értéke (nem számítva az általuk használt ingatlant) meghaladja az egy millió amerikai dollárt.

### Ultragazdagok
Az angolban elterjedt „ultra-high-net-worth individuals (ultra-HNWIs)” meghatározás: ultra magas nettó vagyonnal rendelkező személyek, vagyis olyanok, akiknek a pénzügyi eszközeik értéke meghaladja a 30 millió dollárt.  Ezen összeg 2024. évben közel 12 milliárd forintnak felelt meg. 

### Milliárdos
Olyan személy, akinek egy- v. több milliárd pénzegység értékű vagyona van. A Forbes magazin milliárdoslistája szerint 2024. évben Magyarországon 5 dollármilliárdos volt, a világon összesen pedig 2781 személy. 1987-ben a világon még csak 140 milliárdos volt dollárban mérve.
Az egyes vagyoni osztályok szerinti vagyon nagyságának meghatározását és annak viszonyítását jól mutatja, hogy hány egységnyi nagyértékű terméket, ingatlant lehet belőle átlagosan vásárolni.
| Adott pénzösszegből elérhető darabszám        | 1 M dollár | 5 M dollár | 30 M dollár | 1 milliárd dollár |
| Sportautó (Ferrari F488 Pista)                | ≈4         | ≈22        | ≈133        | ≈ 4444            |
| Jacht (20-30 méter hosszú, olcsóbb kategória) | 1          | ≈2-6       | ≈15-40      | ≈500-1000         |
| Budapest 150 m2-es átlagos tégla lakás        | 2,5        | 12,5       | 75          | 2500              |
| Los Angeles átlagos ház                       | 1          | 5          | 31          | 1050              |
| Monaco 100 m2-es lakás                        | -          | ≈1         | 5           | 180               |

## Az egyes országok szerinti rangsor
A világon Svájcban, Izlandon és Luxemburgban a legmagasabb azok aránya, akik legalább 1 millió dollár értékű vagyonnal rendelkeznek. Ezen országokban a "csak" 1 millió dollárral rendelkezők nem tekinthetőek még a hagyományos értelmeben vett milliomosoknak, legfeljebb jómódúaknak, ahhoz hogy tényleg milliomosnak lehessen valakit tekinteni, ahhoz ott ennél magasabb vagyon szükséges.
2022-ben a Global Wealth Report szerint 59,4 millió dollármilliomos volt a világon, 38,2% az Egyesült Államokban, 10,5% Kínában, 4,8% Franciaországban, 4,6% Japánban, 4,4% Németországban és 4,3% az Egyesült Királyságban. 
A svájci Credit Suisse bank 2021. évi becslése szerint a top 50 ország a legtöbb dollárban mért milliomossal.
| Sorrend | Ország | Milliomosok száma | A milliomosok aránya a teljes felnőtt lakosságon belül, %-ban |
| ------- | ------ | ----------------- | ------------------------------------------------------------- |
| 1       | USA    | 24.480.000        | 9,7 %                                                         |
| 2       | CHN    | 6.190.000         | 0,6 %                                                         |
| 3       | JPN    | 3.366.000         | 3,2 %                                                         |
| 4       | GBR    | 2.849.000         | 5,4 %                                                         |
| 5       | FRA    | 2.796.000         | 5,6 %                                                         |
| 6       | DEU    | 2.683.000         | 3,9 %                                                         |
| 7       | CAN    | 2.291.000         | 7,6 %                                                         |
| 8       | AUS    | 2.176.000         | 11,2 %                                                        |
| 9       | ITA    | 1.412.000         | 2,8 %                                                         |
| 10      | KOR    | 1.290.000         | 3,0 %                                                         |
| 11      | CHE    | 1.152.000         | 16,4 %                                                        |
| 12      | NLD    | 1.149.000         | 8,5 %                                                         |
| 13      | ESP    | 1.132.000         | 3,0 %                                                         |
| 14      | TWN    | 869.000           | 4,4 %                                                         |
| 15      | IND    | 796.000           | 0,1 %                                                         |
| 16      | HKG    | 632.000           | 10,0 %                                                        |
| 17      | SWE    | 610.000           | 7,8 %                                                         |
| 18      | BEL    | 589.000           | 6,5 %                                                         |
| 19      | DNK    | 384.000           | 8,5 %                                                         |
| 20      | RUS    | 353.000           | 0,3 %                                                         |
| 21      | NZL    | 347.000           | 9,6 %                                                         |
| 22      | MEX    | 318.000           | 0,4 %                                                         |
| 23      | SAU    | 313.000           | 1,3 %                                                         |
| 24      | SGP    | 299.000           | 6,1 %                                                         |
| 25      | AUT    | 271.000           | 3,7 %                                                         |
| 26      | BRA    | 266.000           | 0,2 %                                                         |
| 27      | NOR    | 236.000           | 5,6 %                                                         |
| 28      | ISR    | 204.000           | 3,6 %                                                         |
| 29      | IDN    | 191.000           | 0,1 %                                                         |
| 30      | ARE    | 177.000           | 2,2 %                                                         |
| 31      | IRL    | 176.000           | 4,8 %                                                         |
| 32      | PRT    | 159.000           | 1,9 %                                                         |
| 33      | IRN    | 147.000           | 0,3 %                                                         |
| 34      | FIN    | 101.000           | 2,3 %                                                         |
| 35      | KWT    | 101.000           | 3,2 %                                                         |
| 36      | POL    | 100.000           | 0,3 %                                                         |
| 37      | EGY    | 87.000            | 0,1 %                                                         |
| 38      | ZAF    | 86.000            | 0,2 %                                                         |
| 39      | THA    | 82.000            | 0,2 %                                                         |
| 40      | LUX    | 82.000            | 16,2 %                                                        |
| 41      | GRC    | 81.000            | 1,0 %                                                         |
| 42      | PHL    | 79.000            | 0,1 %                                                         |
| 43      | TUR    | 73.000            | 0,1 %                                                         |
| 44      | CHL    | 65.000            | 0,5 %                                                         |
| 45      | UKR    | 53.000            | 0,2 %                                                         |
| 46      | VNM    | 49.000            | 0,1 %                                                         |
| 47      | MYS    | 45.000            | 0,2 %                                                         |
| 48      | COL    | 39.000            | 0,1 %                                                         |
| 49      | KAZ    | 39.000            | 0,3 %                                                         |
| 50      | ROU    | 37.000            | 0,2 %                                                         |

Egy 2023. évi felmérés alapján a világon New Yorkban élt a legtöbb dollármilliomos, 349,500 fő. A legtöbb milliomost számláló város a világon a következőek voltak:
| Város / térség                                              | Ország          | Milliomosok száma (USD 1m+) | Milliárdosok száma (USD 1b+) |
| ----------------------------------------------------------- | --------------- | --------------------------- | ---------------------------- |
| New York City                                               | USA             | 349500                      | 60                           |
| San Francisco- és a San Pablo-öblöt körülölelő városi régió | USA             | 305700                      | 68                           |
| Tokyo                                                       | Japán           | 298300                      | 14                           |
| Szingapúr                                                   | Szingapúr       | 244800                      | 30                           |
| London                                                      | UK              | 227000                      | 35                           |
| Los Angeles                                                 | USA             | 212100                      | 43                           |
| Párizs & Île-de-France                                      | Franciaország   | 165000                      | 23                           |
| Sydney                                                      | Ausztrália      | 147000                      | 20                           |
| Hong Kong                                                   | Hongkong (Kína) | 143400                      | 35                           |
| Peking                                                      | Kína            | 125600                      | 42                           |
| Shanghaj                                                    | Kína            | 123400                      | 39                           |
| Chicago                                                     | USA             | 120500                      | 24                           |
| Toronto                                                     | Kanada          | 106300                      | 18                           |
| Milánó & Lombardai                                          | Olaszország     | 104500                      | 15                           |
| Melbourne                                                   | Ausztrália      | 97900                       | 10                           |
| Frankfurt                                                   | Németország     | 94500                       | 15                           |
| Houston                                                     | USA             | 90900                       | 38                           |
| Zürich (kanton)                                             | Svájc           | 88400                       | 10                           |
| Szöul                                                       | Dél-Korea       | 82500                       | 20                           |
| Genf (kanton)                                               | Svájc           | 79800                       | 14                           |
| Dubai                                                       | EAE             | 72500                       | 15                           |
| Dallas                                                      | USA             | 68600                       | 15                           |
| München                                                     | Németország     | 68400                       | 11                           |

Egy másik felmérés alapján London áll a vezető helyen. A Knight Frank ingatlan-tanácsadó által készített tanulmány szerint London megelőzte New Yorkot, ahol a legtöbb dollármilliomos él a világon. A számításaik szerint közel 875 000 londoni dollármilliomos (ez a vagyon értéke meghaladja a 720 000 fontot) élt a városban, ez azt jelenti, hogy minden tizedik londoni ember dollármilliomos. A jelentés azt mutatja, hogy Londonban 874 354 embernek van több mint 1 millió dollár értékű vagyona, amely alapján az  úgynevezett „HNWI” kategóriába tartoznak. A számítás során a vagyonba belevették az ingatlanokat is. Ez a második helyen New York helyezkedik el, ahol 820 000 egyént számoltak össze.
Az ultragazdagok (UHNWI) kategóriában a világon lakosságarányosan Monacóban el a legtöbb milliomos.
| Sorrend | Város (és környéke) | Milliomosok (UHNWI) száma | Az ultragazdagok lakosságon belüli aránya (lakos / UHNWI) |
| ------- | ------------------- | ------------------------- | --------------------------------------------------------- |
| 1       | Monaco              | 686                       | 56                                                        |
| 2       | Genf                | 2215                      | 221                                                       |
| 3       | Szingapúr           | 7953                      | 707                                                       |
| 4       | San Jose            | 2791                      | 716                                                       |
| 5       | San Francisco       | 6391                      | 737                                                       |
| 6       | Zürich              | 2553                      | 783                                                       |
| 7       | Hongkong            | 8009                      | 918                                                       |
| 8       | London              | 9301                      | 1388                                                      |
| 9       | New York            | 14574                     | 1392                                                      |
| 10      | Los Angeles         | 8272                      | 1622                                                      |
| 11      | Dublin              | 924                       | 1959                                                      |
| 12      | Stockholm           | 1345                      | 1973                                                      |

## Magyarországra vonatkozó adatok
A Knight Frank elemzőcég a dollármilliomosokról írt globális tanulmányt, aminek magyar vonatkozásai is vannak. A Knight Frank elemzése szerint a következő években az egész világon Magyarországon bővülhet legnagyobb mértékben az ultragazdagok köre, 74,4 százalékkal. A becslések szerint 2027-re már 415 olyan magyar lesz, amelynek nettó vagyona meghaladja a 30 millió dollárt.
Az előrejelzések szerint a dollármilliomosok, azaz a legalább 1 millió dolláros (hozzávetőleg 400 millió forint) nettó vagyonnal rendelkezők száma még nagyobb mértékben fog nőni: 2022-ben 31.844 dollármilliomos volt Magyarországon, 2027-re már 66.690-re prognosztizálja a tanulmány, ami 109 százalékos növekedést jelent.
A MNB háztartások pénzügyi adatait bemutató és elemző 2023. évi kiadása szerint 2020. évre vonatkozóan a nem pénzügyi és pénzügyi eszközök, illetve a bruttó és nettó vagyon eloszlása a háztartások nettó vagyon nagysága szerint képzett felső vagyoni tizedén belül az alábbiak szerint alakult:
| Adatok milliárd forintban | Reál eszközök | Pénzügyi eszközök | Bruttó vagyon | Nettó vagyon |
| ------------------------- | ------------- | ----------------- | ------------- | ------------ |
| felső 1 %                 | 8 512         | 23 689            | 32 201        | 31 768       |
| felső 98-99%              | 5 058         | 5 221             | 10 279        | 10 031       |
| felső 97-98%              | 4 022         | 3 907             | 7 929         | 7 558        |

A családi vagyonkezeléssel foglalkozó Apelso-csoport egy 2024. évi beszámolója szerint a magyar „felső tízezer” vagyona átlagosan 4,1 milliárd forint. A cég adataiból kiderült, mivel rendelkeznek a hazai kőgazdagok: mintegy 660 millió forint befektetés, közel egymilliárdnyi ingatlan, ennek dupláját érő vállalkozás és közel ötszáz millió forintnyi pénz külföldön. Ezen családok birtokolják a magyar lakosság teljes, örökölhető vagyontömegének mintegy 15 százalékát. Ennek a családonként átlagosan mintegy 4,1 milliárd forintos összvagyonnak közel a felét (48 százalékát) teszi ki a cégtulajdon, és 24 százalékát a magántulajdonú ingatlan. A tízezer leggazdagabb családhoz tartozás küszöbértéke vagyoni szempontból 2024 elején 2,6 milliárd forint volt, tehát ennyivel lehetett bekerülni. Ez azt jelenti, hogy a családoknak kb 0,25%-a (400-ból 1 háztartás) rendelkezett minimum ekkora vagyonnal.
Magyarországon az Economx.hu 2008-ban a gazdagság határát 250 millió, 2009-ben pedig 314 millió forintra tette. 2025-re vásárlóerő számítás alapján ezen összeg 657 millió forintnak felelt meg.
A magyarországi privátbanki szolgáltatóknál kezelt vagyon 2024-ben átlépte a 10000 milliárd forint értéket. A privátbanki (kiemelt ügyfél) ügyfélszámlák száma 2006 óta több mint duplájára, 60 ezer fölé nőtt. Az egy ügyfélszámlára eső vagyon 2024. első félévében 173 millió forintot jelentett. A szolgáltatók között volt olyan is, amely esetében az egy ügyfélszámlára eső kezelt vagyon összege meghaladta az 1 milliárd forintot (1063 millió Ft). Az adatok elemzése során tekintettel kell lenni arra is, hogy a vagyonosak jelentős része nem, vagy nem kizárólag banki és értékpapír számlákon tartja befektetéseit, így a kimutatásokban nem jelenik meg az üzletrészek, céges vagyonok, ingatlanok, földterületek tulajdona, továbbá a külföldön, illetve egyéb le nem követhető számlákon tartott befektetésekről sem kerülnek nyilvánosságra teljes körű információk.